# RMS Gaelic (1885)

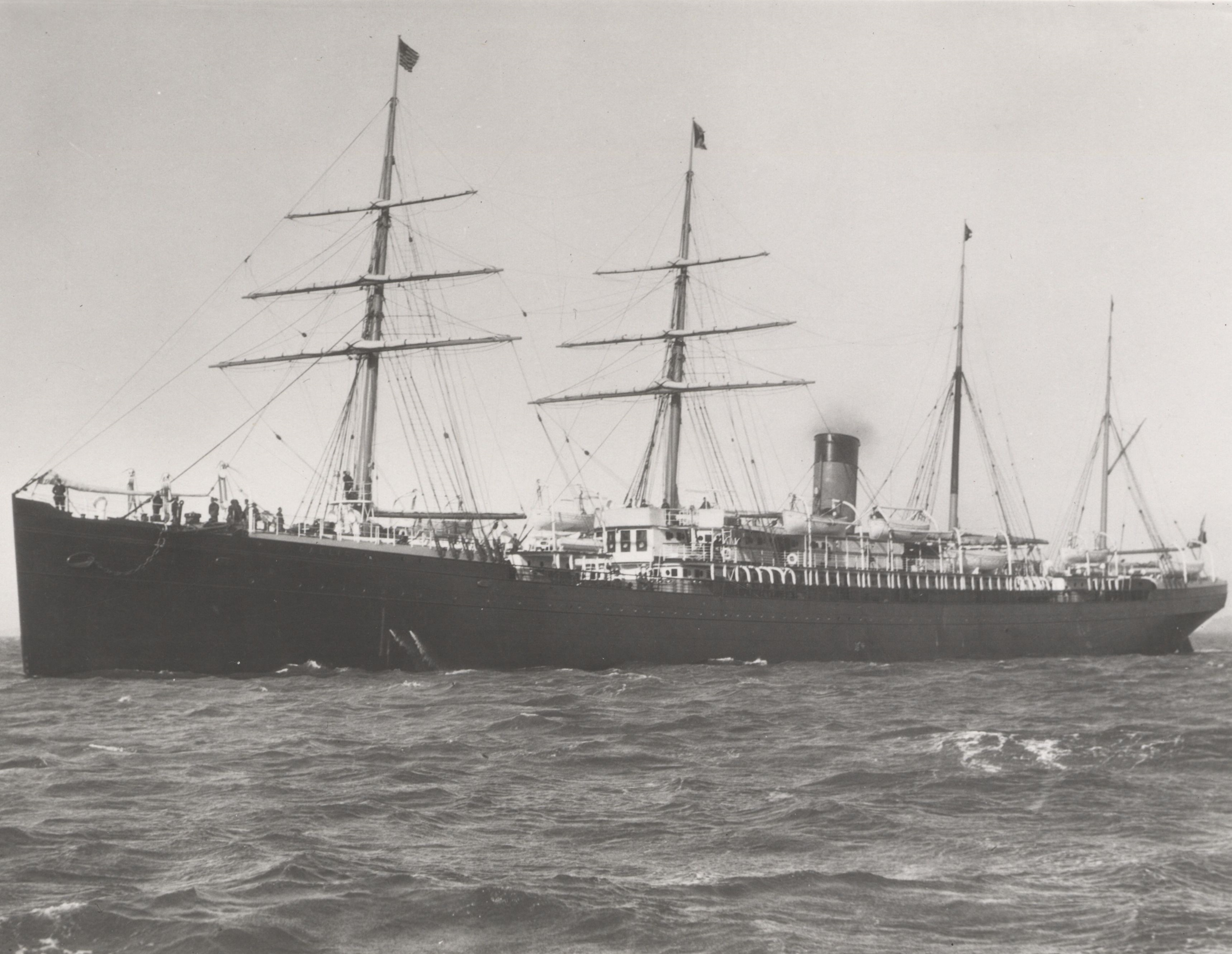

RMS Gaelic foi um navio de passageiros e de carga operado pela White Star Line. Ele transportou os primeiros 102 imigrantes coreanos para os Estados Unidos. O navio foi vendido em 1905 e desmontado em 1907.

## História
RMS Gaelic foi construído no estaleiro Harland and Wolff em Belfast e operado pela White Star Line. Ele era praticamente idêntico ao seu navio irmão SS Belgic. O navio foi fretado pela companhia Occidental & Oriental Steamship Company, para realizar travessias no Oceano Pacífico.
No dia 14 de agosto de 1906, ele encalhou em Shimonoseki, no Japão, e teve que ser rebocado para Nagasaki, onde foi realizado reparos.
A passagem de 102 imigrantes coreanos para o Havaí começou no dia 29 de dezembro de 1902, na cidade de Nagasaki, no Japão, terminando no dia 13 de janeiro de 1903, quando o navio atracou em Honolulu. Gaelic foi remodelado pela Harland and Wolff em 1905, e posteriormente vendido para a Pacific Steam Navigation Company, sendo renomeado de Callao. O navio foi aposentado e desmontado em Briton Ferry no ano de 1907.